# Cagarra-do-mediterrâneo
Cagarra-mediterrânica ou cagarra-do-mediterrâneo (Calonectris  diomedea) (Scopoli, 1769), conhecida também pelos nomes comuns de bobo-grande, cagarra, cagarro, cagarra-do-atlântico, pardela-de-bico-amarelo ou cagarra-de-cory, é uma ave procelariiforme migratória do género Calonectris da família dos procelariídeos (Procellariidae), comum no Mediterrâneo e no Oceano Atlântico. É uma ave marinha de grandes dimensões, com até 56 cm de comprimento e 126 cm de envergadura, possuindo as partes superiores fuliginosas, as inferiores brancas, o bico amarelado e os tarsos rosados. O nome do género foi derivado do grego: kalos, "belo" e nektris, "nadador", enquanto o nome da espécie lembra Diomedes, um guerreiro mitológico da antiga Grécia cujos companheiros foram transformados em aves marinhas.

## Taxonomia
C. diomedea apresenta duas subespécies: (1) C. d. diomedea, comum no Mediterrâneo, mas presente na costa ocidental ibérica; e (2) C. d. borealis, no Oceano Atlântico, com populações concentradas em torno dos Açores, Madeira e Selvagens. As subespécies são morfologicamente semelhantes, sendo a borealis maior e apresentando um bico mais robusto. As principais características distintivas entre as subespécies são de natureza etológica, mas também se distinguem pelo padrão de tonalidades de cinzento na região ventral e na parte inferior das asas, sendo comum serem consideradas como espécies distintas. O nome comum em inglês da subespécie borealis (Cory's shearwater) homenageia o ornitologista norte-americano Charles B. Cory. A subespécie diomedea é conhecida em inglês por Scopoli's shearwater, em homenagem a Giovanni Antonio Scopoli, o ornitólogo que em 1769 descreveu a espécie a partir da população do Mediterrâneo.
No Brasil, onde é uma espécie vagante, recebe o nome nome vernáculo de cagarra-do-mediterrâneo pelo Comitê Brasileiro de Registros Ornitológicos.
A cagarra-de-cabo-verde, Calonectris edwardsii (Oustalet, 1883), foi considerada como uma subespécie de C. diomedea até ser declarada uma espécie separada, endémica do arquipélago de Cabo Verde. A espécie tem um bico escuro e afilado e a cabeça e a parte dorsal mais escuras que qualquer das subespécies de C. diomedea. Ao contrário de C. diomedea, apresenta o voo típico das pardelas, com a asa em postura rígida e batidas rápidas.

## Descrição
C. diomedea apresenta um comprimento de 45–56 cm e uma envergadura de 112–126 cm, com cor cinza-acastanhado na face dorsal e branco, ou ligeiramente acinzentado, na face ventral e as asas brancas bordeadas a castanho nas partes inferiores. O bico é robusto e adunco, com a parte superior amarelada.
Além de ser o maior procelariídeo do Atlântico, é a única que pode ser observada a voar alto, podendo elevar-se planando em correntes térmicas. Distingue-se facilmente das restantes aves marinhas pelo tipo de voo muito característico, pois voa normalmente produzindo um arco entre as pontas das asas, enquanto as restantes aves procelariiformes voam com as pontas das asas alinhadas. Para além da posição das asas, o perfil de voo é característico, com longos períodos de planagem rasando as cristas das ondas, sempre com as asas inclinadas e levemente anguladas para trás. As batidas são lentas, com as asas visivelmente flexíveis. Voa geralmente contra o vento, alternando subidas até alguns metros acima das ondas com períodos de voo rasante. Quando em descanso forma grandes grupos (as jangadas) com as aves em constante movimento, mas predominando as aves com a cabeça voltada para o lado de onde sopra o vento.
A espécie alimenta-se de pequenos peixes e cefalópodes pelágicos, podendo ocasionalmente agir como necrófago, aproveitando restos de grandes peixes, cetáceos ou de outros animais que se encontrem a flutuar. No mar tem comportamento gregário, formando grandes grupos conhecidos por jangadas, pois descansa flutuando em manchas densas. Caça em grupo, podendo mergulhar profundamente em busca de presas, atingindo mais de 15 metros de profundidade. Apesar de a espécie ser silenciosa no mar, ao anoitecer as colónias de reprodução são ruidosas, com os indivíduos adultos a emitir chamadas estridentes, diferenciadas consoante o sexo, muito características.
A ave apenas vai a terra para se reproduzir, permanecendo em geral no alto-mar. Monogâmica, nidifica em falésias costeiras e em ilhéus, escavando tocas grosseiras nas quais deposita um único ovo de cor branca. A cria é alimentada por ambos os progenitores, que para tal regurgitam uma pasta proteica directamente no bico da cria. As crias emergem dos ninhos no outono, partindo de imediato para o mar, onde permanecem de 7 a 10 anos até atingirem a maturidade sexual e regressarem ao local de origem para nidificar.

## Conservação
Esta espécie encontra-se listada no Livro Vermelho dos Vertebrados de Portugal com o estatuto de vulnerável. A nível global é considerada como preocupação menor.

## Galeria

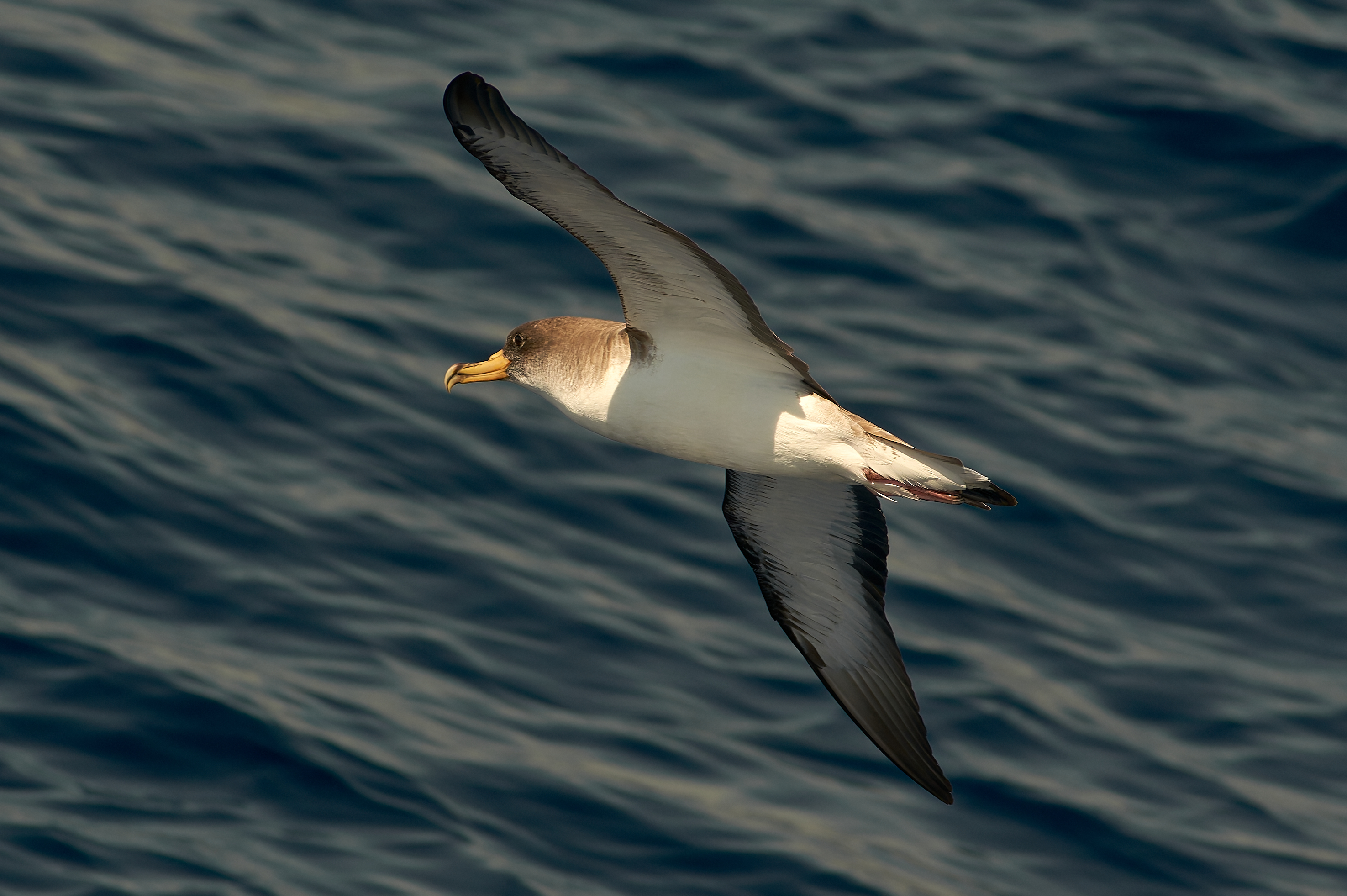
Vista dorsal de um cagarro
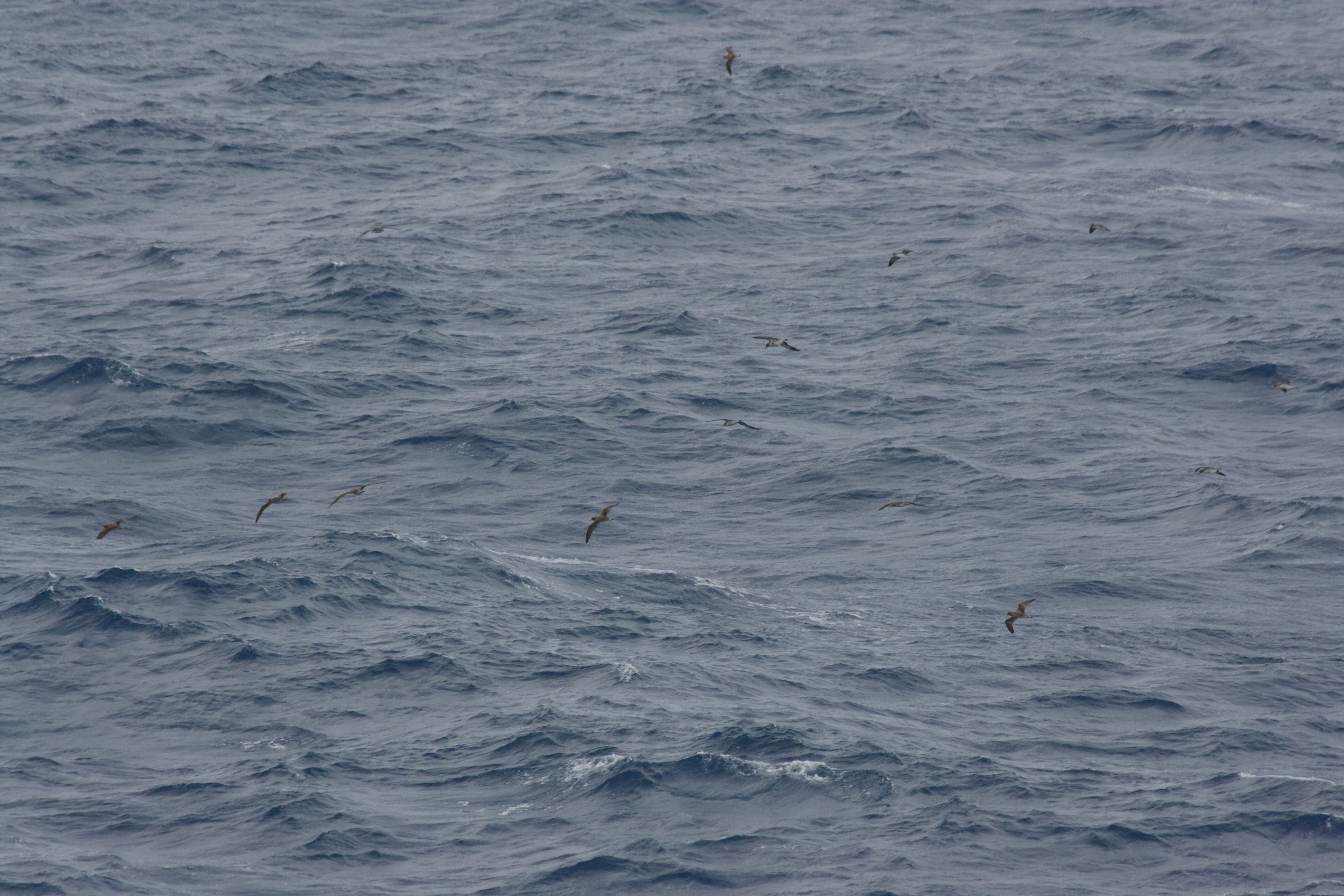
Um grupo de cagarros fotografado a 200 mn a leste da ilha da Madeira
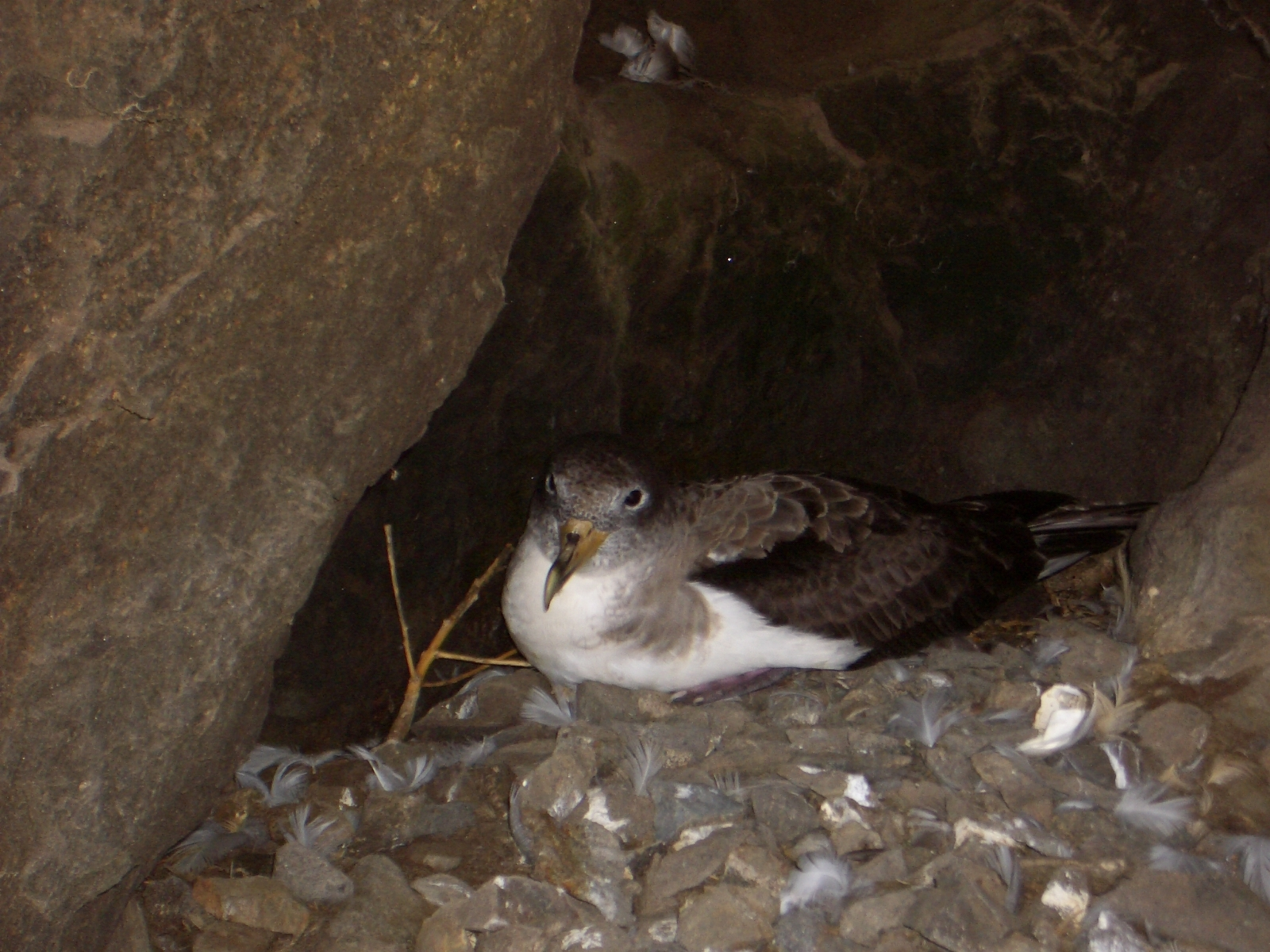
Ninho na Selvagem Pequena
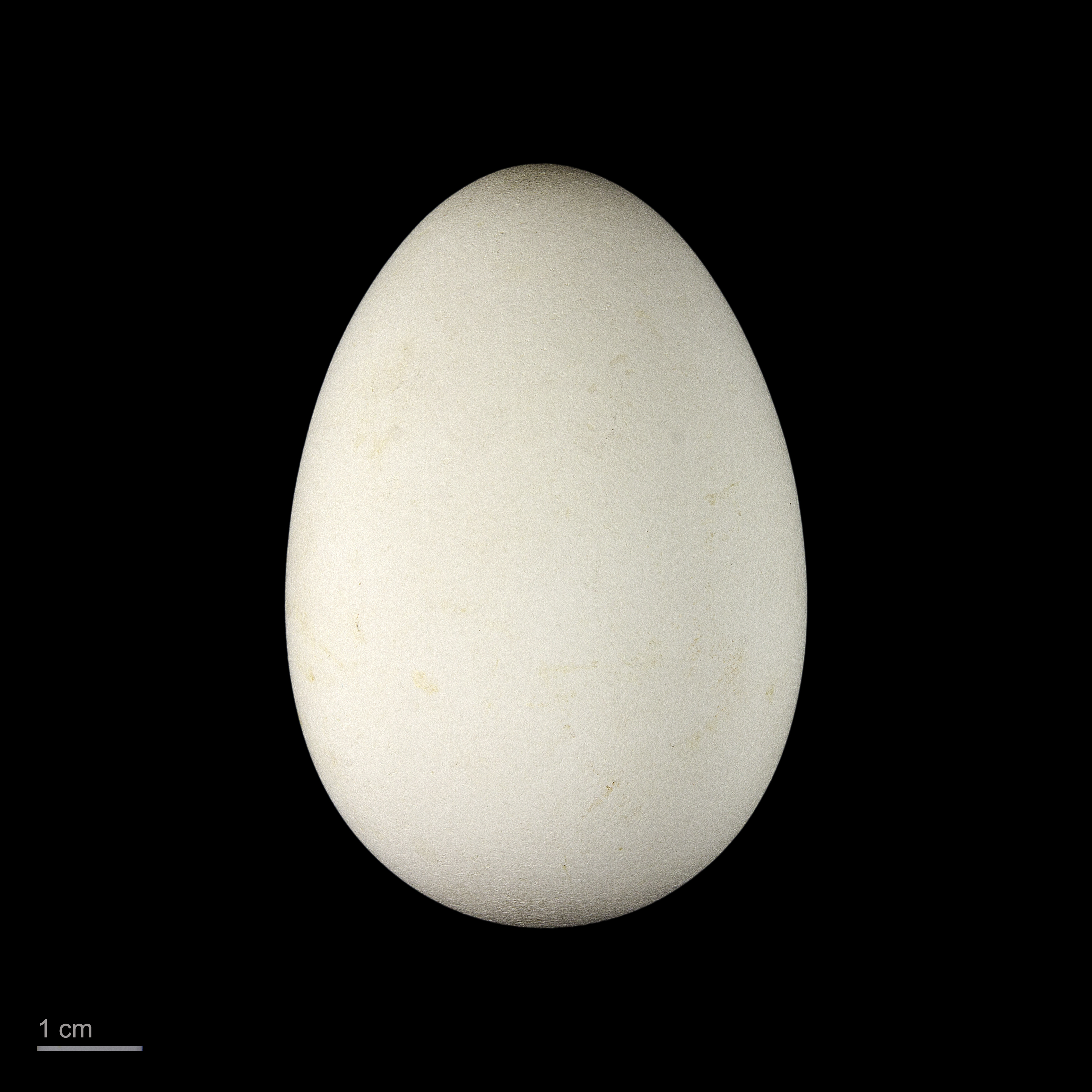
Calonectris diomedea - MHNT